# Pseudonthobium genieri
Pseudonthobium genieri là một loài bọ cánh cứng trong họ Bọ hung (Scarabaeidae).